# Mačky

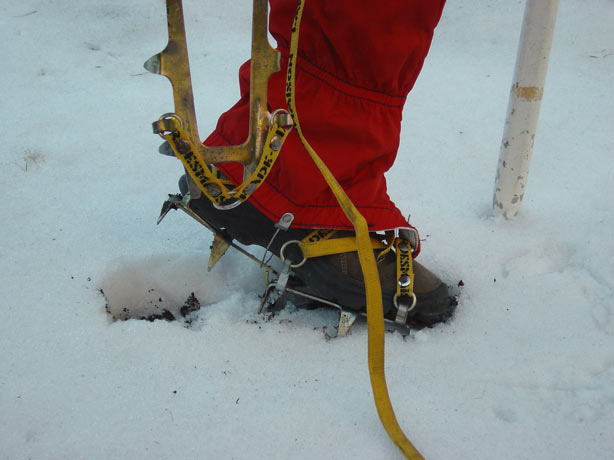
Mačky

Mačky, horolezecké mačky nebo také stoupací železa patří k horolezecké výbavě pro pohyb v ledovém a sněhovém terénu. Jsou tvořeny rámem se sadou hrotů, který se připevňuje na obuv. Název pochází ze slovenského názvu pro kočku.

## Historie
Železa pro pohyb na ledu, firnu a sněhu byla známa už ve starověku. Na konci 19. století se pak objevily mačky pro celou plochu nohy. První mačky s deseti hroty navrhl v roce 1908 Oscar Eckenstein a komerčně začal o dva roky později vyrábět Henry Grivel. Významným vylepšením bylo přidání dvou předních hrotů usnadňujících pohyb ve velmi strmém terénu, vyvíjely se i materiály a konstrukční postupy. S dalším vývojem došlo ke specializaci a dnes se vyrábí značné množství typů maček, přizpůsobených různým užitím.

## Konstrukce
Nejdůležitější rozdíly jsou v poloze a počtu hrotů, konstrukci rámu a způsobu připevnění k botě. Poloha předních dvou párů hrotů určuje optimální užití maček. Druhý pár hrotů skloněný ve směru dopředu ulehčuje postup po předních hrotech ve velmi strmém ledu, naopak hroty skloněné dolů jsou pohodlnější při chůzi po mírně skloněném či rovném terénu. Pro náročné lezení v mixech (tj. v mačkách se postupuje i po skále) a ledu se někdy používají mačky s jediným předním hrotem (monopoint).
Podle typu nosné konstrukce se mačky dělí na kloubové a rámové. Kloubové mačky se skládají zpravidla ze dvou ozubených segmentů spojených třmenem. Tato konstrukce v principu umožňuje určitý pohyb, což ve spojení s ohebnou botou znamená pohodlnější chůzi. Rámové mačky mají tuhý rám po celé délce a pevně se spojí s botou. To umožňuje přesnější a efektivnější zakopávání předních hrotů, což je výhoda ve velmi strmém ledu. Naopak kvůli neohebnosti maček a obecně tuhým botám je namáhavější chůze v terénu s menším sklonem. Na rámové mačky se také oproti kloubovým více nabaluje sníh a vytvářejí se nebezpečné „bakule“, které byly již příčinou horolezeckých nehod. Proto je vhodné používat na rámových mačkách gumovou vložku, která nabalování sněhu zabraňuje.
S rozvojem závodního ledolezení a drytoolingu se vyvinuly mačkolezečky, což je kombinace lehkých lezeček ke kterým je přišroubovaná nebo již z výroby zabudovaná přední část jednohrotých maček, nebo pro ledové rychlolezení se používají spíše dva přední hroty.

## Systém upínání
Klasickým způsobem uchycení maček na botu je systém pásků. Alternativou jsou tzv. rychloupínací mačky, vyžadující speciální boty. O drážku v botě se opírá páka rychloupínáku, systém je podobný některým lyžařským vázáním. Kromě těchto základních typů existuje značné množství obměn a variací, kdy např. místo části pásků je segment z houževnatého plastu nebo podobný segment nahrazuje přední hrazdičku u rychloupínacího systému. Obecně se dá říci, že více „páskové“ upínání je univerzálnější, snáze opravitelné a méně sklouzává z boty. Nevýhodou je větší seškrcování boty a potenciálně nohy, méně pevné spojení s botou, delší upevňování a nutnost kontrolovat dotažení pásků. U maček s menším počtem pásků či bez pásků naopak.